# Аґара (Ортабатумі)
Аґара (груз. აგარა) — село в Аджарії, Грузія.
За даними перепису населення 2014 року в селі проживає 672 особи. . В селі є державна школа.